# 14기 KBS 바둑왕전
14기 KBS 바둑왕전은 한국방송공사의 TV 속기전이 참가한 국내 바둑 기전이다. 결승에서는 유창혁 七단이 이창호 七단을 2대 0로 꺾고 우승을 차지했다.

## 대국 장소
- KBS IBC관(국제방송센터) 스튜디오

## 대국 규정
- 제한시간 : 매수 30초 초읽기 5회
- 덤 : 5집반

## 대진표

### 승자조,패자조
| 이성재 三단      | 김영환 三단     | 김영환 三단      | 김영환 三단 | 유창혁 七단 | 이창호 七단 | 이창호 七단 | 이창호 七단 | 유창혁 七단 (2:0) |
| 김영환 三단      | 김영환 三단     | 김영환 三단      | 김영환 三단 | 유창혁 七단 | 이창호 七단 | 이창호 七단 | 이창호 七단 | 유창혁 七단 (2:0) |
| 정수현 八단      |                 | 김영환 三단      | 김영환 三단 | 유창혁 七단 | 이창호 七단 | 이창호 七단 | 이창호 七단 | 유창혁 七단 (2:0) |
| 서능욱 九단      | 서능욱 九단     | 서봉수 九단      | 김영환 三단 | 유창혁 七단 | 이창호 七단 | 이창호 七단 | 이창호 七단 | 유창혁 七단 (2:0) |
| 김일환 七단      | 서능욱 九단     | 서봉수 九단      | 김영환 三단 | 유창혁 七단 | 이창호 七단 | 이창호 七단 | 이창호 七단 | 유창혁 七단 (2:0) |
| 서봉수 九단      |                 | 서봉수 九단      | 김영환 三단 | 유창혁 七단 | 이창호 七단 | 이창호 七단 | 이창호 七단 | 유창혁 七단 (2:0) |
| 최규병 七단      | (故)우쑹성 九단 | 유창혁 七단      | 유창혁 七단 | 유창혁 七단 | 이창호 七단 | 이창호 七단 | 이창호 七단 | 유창혁 七단 (2:0) |
| (故)우쑹성 九단  | (故)우쑹성 九단 | 유창혁 七단      | 유창혁 七단 | 유창혁 七단 | 이창호 七단 | 이창호 七단 | 이창호 七단 | 유창혁 七단 (2:0) |
| 유창혁 七단      |                 | 유창혁 七단      | 유창혁 七단 | 유창혁 七단 | 이창호 七단 | 이창호 七단 | 이창호 七단 | 유창혁 七단 (2:0) |
| 박승문 三단      | 정대상 六단     | 정대상 六단      | 유창혁 七단 | 유창혁 七단 | 이창호 七단 | 이창호 七단 | 이창호 七단 | 유창혁 七단 (2:0) |
| 정대상 六단      | 정대상 六단     | 정대상 六단      | 유창혁 七단 | 유창혁 七단 | 이창호 七단 | 이창호 七단 | 이창호 七단 | 유창혁 七단 (2:0) |
| 윤기현 九단      |                 | 정대상 六단      | 유창혁 七단 | 유창혁 七단 | 이창호 七단 | 이창호 七단 | 이창호 七단 | 유창혁 七단 (2:0) |
| 김종준 三단      | 김종준 三단     | 이상훈 (大) 六단 | 조훈현 九단 | 이창호 七단 | 이창호 七단 | 이창호 七단 | 이창호 七단 | 유창혁 七단 (2:0) |
| 박상돈 六단      | 김종준 三단     | 이상훈 (大) 六단 | 조훈현 九단 | 이창호 七단 | 이창호 七단 | 이창호 七단 | 이창호 七단 | 유창혁 七단 (2:0) |
| 이상훈 (大) 六단 |                 | 이상훈 (大) 六단 | 조훈현 九단 | 이창호 七단 | 이창호 七단 | 이창호 七단 | 이창호 七단 | 유창혁 七단 (2:0) |
| 김기헌 二단      | 김기헌 二단     | 조훈현 九단      | 조훈현 九단 | 이창호 七단 | 이창호 七단 | 이창호 七단 | 이창호 七단 | 유창혁 七단 (2:0) |
| 김동엽 六단      | 김기헌 二단     | 조훈현 九단      | 조훈현 九단 | 이창호 七단 | 이창호 七단 | 이창호 七단 | 이창호 七단 | 유창혁 七단 (2:0) |
| 조훈현 九단      |                 | 조훈현 九단      | 조훈현 九단 | 이창호 七단 | 이창호 七단 | 이창호 七단 | 이창호 七단 | 유창혁 七단 (2:0) |
| 양재호 九단      | 장수영 九단     | 장수영 九단      | 이창호 七단 | 이창호 七단 | 이창호 七단 | 이창호 七단 | 이창호 七단 | 유창혁 七단 (2:0) |
| 김성룡 三단      | 장수영 九단     | 장수영 九단      | 이창호 七단 | 이창호 七단 | 이창호 七단 | 이창호 七단 | 이창호 七단 | 유창혁 七단 (2:0) |
| 장수영 九단      |                 | 장수영 九단      | 이창호 七단 | 이창호 七단 | 이창호 七단 | 이창호 七단 | 이창호 七단 | 유창혁 七단 (2:0) |
| (故)임선근 八단  | (故)임선근 八단 | 이창호 七단      | 이창호 七단 | 이창호 七단 | 이창호 七단 | 이창호 七단 | 이창호 七단 | 유창혁 七단 (2:0) |
| 김수장 九단      | (故)임선근 八단 | 이창호 七단      | 이창호 七단 | 이창호 七단 | 이창호 七단 | 이창호 七단 | 이창호 七단 | 유창혁 七단 (2:0) |
| 이창호 七단      |                 | 이창호 七단      | 이창호 七단 | 이창호 七단 | 이창호 七단 | 이창호 七단 | 이창호 七단 | 유창혁 七단 (2:0) |
| 패자조           |                 |                  |             |             |             |             |             | 유창혁 七단 (2:0) |
| 패자 1회전       | 패자 1회전      | 패자 2회전       | 패자 3회전  | 패자 4회전  | 패자 준결승 | 패자 결승   |             | 유창혁 七단 (2:0) |
| 정수현 八단      | (故)임선근 八단 | 서봉수 九단      | 서봉수 九단 | 서봉수 九단 | 서봉수 九단 | 유창혁 七단 |             | 유창혁 七단 (2:0) |
| (故)임선근 八단  | (故)임선근 八단 | 서봉수 九단      | 서봉수 九단 | 서봉수 九단 | 서봉수 九단 | 유창혁 七단 |             | 유창혁 七단 (2:0) |
| 서봉수 九단      |                 | 서봉수 九단      | 서봉수 九단 | 서봉수 九단 | 서봉수 九단 | 유창혁 七단 |             | 유창혁 七단 (2:0) |
| 서능욱 九단      | 양재호 九단     | 양재호 九단      | 서봉수 九단 | 서봉수 九단 | 서봉수 九단 | 유창혁 七단 |             | 유창혁 七단 (2:0) |
| 양재호 九단      | 양재호 九단     | 양재호 九단      | 서봉수 九단 | 서봉수 九단 | 서봉수 九단 | 유창혁 七단 |             | 유창혁 七단 (2:0) |
| 이상훈 (大) 三단 |                 | 양재호 九단      | 서봉수 九단 | 서봉수 九단 | 서봉수 九단 | 유창혁 七단 |             | 유창혁 七단 (2:0) |
| 김영환 三단      |                 |                  |             | 서봉수 九단 | 서봉수 九단 | 유창혁 七단 |             | 유창혁 七단 (2:0) |
| (故)우쑹성 九단  | (故)우쑹성 九단 | 장수영 九단      | 장수영 九단 | 조훈현 九단 | 서봉수 九단 | 유창혁 七단 |             | 유창혁 七단 (2:0) |
| 김기헌 二단      | (故)우쑹성 九단 | 장수영 九단      | 장수영 九단 | 조훈현 九단 | 서봉수 九단 | 유창혁 七단 |             | 유창혁 七단 (2:0) |
| 장수영 九단      |                 | 장수영 九단      | 장수영 九단 | 조훈현 九단 | 서봉수 九단 | 유창혁 七단 |             | 유창혁 七단 (2:0) |
| 윤기현 九단      | 김종준 三단     | 정대상 六단      | 장수영 九단 | 조훈현 九단 | 서봉수 九단 | 유창혁 七단 |             | 유창혁 七단 (2:0) |
| 김종준 三단      | 김종준 三단     | 정대상 六단      | 장수영 九단 | 조훈현 九단 | 서봉수 九단 | 유창혁 七단 |             | 유창혁 七단 (2:0) |
| 정대상 六단      |                 | 정대상 六단      | 장수영 九단 | 조훈현 九단 | 서봉수 九단 | 유창혁 七단 |             | 유창혁 七단 (2:0) |
| 조훈현 九단      |                 |                  |             | 조훈현 九단 | 서봉수 九단 | 유창혁 七단 |             | 유창혁 七단 (2:0) |
| 유창혁 七단      |                 |                  |             |             |             | 유창혁 七단 |             | 유창혁 七단 (2:0) |

## 특이 사항
유창혁 七단 우승, 이창호 七단 준우승

## 대국 결과

### 예선
| 대진         | 연도   | 대국일자 | 승자            | 패자            | 결과              | 기보 |
| ------------ | ------ | -------- | --------------- | --------------- | ----------------- | ---- |
| 3차예선 1국  | 1995년 | 1월 18일 | 이성재 三단     | 김철중 二단     | 280수 흑 3집반승  |      |
| 3차예선 2국  | 1995년 | 1월 18일 | 이상훈(小) 初단 | 김동엽 六단     | 241수 흑 불계승   |      |
| 3차예선 3국  | 1995년 | 2월 8일  | 정수현 八단     | 유병호 七단     | 182수 백 불계승   |      |
| 3차예선 4국  | 1995년 | 2월 22일 | 김영환 三단     | 문명근 七단     | 204수 백 불계승   |      |
| 3차예선 5국  | 1995년 | 2월 22일 | 이상훈(大) 三단 | 김희중 八단     | 258수 흑 14집반승 |      |
| 3차예선 6국  | 1995년 | 2월 22일 | 김일환 七단     | (故)정현산 五단 | 248수 백 불계승   |      |
| 3차예선 7국  | 1995년 | 3월 8일  | 김성룡 三단     | 허장회 七단     | 277수 흑 9집반승  |      |
| 3차예선 8국  | 1995년 | 3월 8일  | (故)임선근 八단 | 강훈(大) 八단   | 193수 흑 불계승   |      |
| 3차예선 9국  | 1995년 | 3월 22일 | 김종준 三단     | 하찬석 八단     | 268수 백 4집반승  |      |
| 3차예선 10국 | 1995년 | 3월 22일 | 김기헌 二단     | 백성호 八단     | 139수 흑 불계승   |      |
| 3차예선 11국 | 1995년 | 4월 4일  | 최규병 七단     | 안관욱 三단     | 286수 백 12집반승 |      |
| 3차예선 12국 | 1995년 | 4월 4일  | 정대상 五단     | 양상국 七단     | 135수 흑 불계승   |      |
| 3차예선 13국 | 1995년 | 4월 19일 | 박상돈 六단     | (故)전영선 六단 | 271수 백 4집반승  |      |

### 본선
| 대진        | 연도   | 대국일자  | 승자            | 패자            | 결과              | 기보 |
| ----------- | ------ | --------- | --------------- | --------------- | ----------------- | ---- |
| 승자 1회전  | 1995년 | 4월 19일  | (故)임선근 七단 | 김수장 九단     | 232수 백 불계승   |      |
| 승자 1회전  | 1995년 | 5월 3일   | 김기헌 二단     | 김동엽 六단     | 228수 백 불계승   |      |
| 승자 1회전  | 1995년 | 5월 3일   | 김영환 三단     | 이성재 三단     | 181수 흑 불계승   |      |
| 승자 1회전  | 1995년 | 5월 17일  | 정대상 六단     | 박승문 三단     | 194수 백 불계승   |      |
| 승자 1회전  | 1995년 | 5월 17일  | 서능욱 九단     | 김일환 七단     | 224수 흑 14집반승 |      |
| 승자 1회전  | 1995년 | 5월 31일  | 양재호 九단     | 김성룡 三단     | 185수 흑 불계승   |      |
| 승자 1회전  | 1995년 | 5월 31일  | 김종준 三단     | 박상돈 六단     | 256수 흑 3집반승  |      |
| 승자 1회전  | 1995년 | 6월 14일  | 우쑹성 九단     | 최규병 七단     | 240수 흑 8집반승  |      |
| 승자 2회전  | 1995년 | 6월 14일  | 이상훈(大) 三단 | 김종준 三단     | 204수 백 불계승   |      |
| 승자 2회전  | 1995년 | 6월 28일  | 정대상 六단     | 윤기현 九단     | 197수 흑 불계승   |      |
| 승자 2회전  | 1995년 | 6월 28일  | 조훈현 九단     | 김기헌 二단     | 237수 흑 불계승   |      |
| 승자 2회전  | 1995년 | 7월 12일  | 유창혁 六단     | (故)우쑹성 九단 | 253수 흑 17집반승 |      |
| 승자 2회전  | 1995년 | 7월 12일  | 김영환 三단     | 정수현 八단     | 286수 흑 7집반승  |      |
| 승자 2회전  | 1995년 | 10월 5일  | 양재호 九단     | 장수영 九단     | 199수 흑 불계승   |      |
| 승자 2회전  | 1995년 | 10월 5일  | 서봉수 九단     | 서능욱 九단     | 238수 백 불계승   |      |
| 승자 2회전  | 1995년 | 10월 19일 | 이창호 七단     | (故)임선근 八단 | 147수 흑 불계승   |      |
| 패자 1회전  | 1995년 | 10월 19일 | 김종준 二단     | 윤기현 九단     | 272수 백 불계승   |      |
| 패자 1회전  | 1995년 | 11월 3일  | (故)임선근 八단 | 정수현 八단     | 263수 백 11집반승 |      |
| 패자 1회전  | 1995년 | 11월 3일  | (故)우쑹성 九단 | 김기헌 二단     | 226수 백 불계승   |      |
| 패자 1회전  | 1995년 | 11월 23일 | 양재호 九단     | 서능욱 九단     | 273수 흑 5집반승  |      |
| 승자 3회전  | 1995년 | 11월 23일 | 이창호 七단     | 장수영 九단     | 178수 백 불계승   |      |
| 승자 3회전  | 1995년 | 12월 7일  | 김영환 三단     | 서봉수 九단     | 199수 흑 불계승   |      |
| 승자 3회전  | 1995년 | 12월 14일 | 조훈현 九단     | 이상훈 四단(大) | 188수 백 불계승   |      |
| 승자 3회전  | 1995년 | 12월 14일 | 유창혁 七단     | 정대상 六단     | 178수 백 불계승   |      |
| 패자 2회전  | 1995년 | 12월 21일 | 서봉수 九단     | (故)임선근 八단 | 266수 백 14집반승 |      |
| 패자 2회전  | 1995년 | 12월 21일 | 장수영 九단     | (故)우쑹성 九단 | 258수 흑 6집반승  |      |
| 패자 2회전  | 1996년 | 1월 11일  | 정대상 六단     | 김종준 三단     | 236수 흑 6집반승  |      |
| 패자 2회전  | 1996년 | 1월 18일  | 양재호 九단     | 이상훈(大) 三단 | 131수 흑 불계승   |      |
| 패자 3회전  | 1996년 | 1월 25일  | 서봉수 九단     | 양재호 九단     | 284수 흑 6집반승  |      |
| 패자 3회전  | 1996년 | 2월 8일   | 장수영 九단     | 정대상 六단     | 244수 백 불계승   |      |
| 승자 준결승 | 1996년 | 1월 25일  | 유창혁 七단     | 김영환 三단     | 260수 흑 3집반승  |      |
| 승자 준결승 | 1996년 | 2월 22일  | 이창호 七단     | 조훈현 九단     | 284수 흑 3집반승  |      |
| 패자 4회전  | 1996년 | 2월 8일   | 서봉수 九단     | 김영환 三단     | 223수 흑 2집반승  |      |
| 패자 4회전  | 1996년 | 2월 29일  | 조훈현 九단     | 장수영 九단     | 243수 백 2집반승  |      |
| 승자 결승   | 1996년 | 2월 29일  | 이창호 七단     | 유창혁 七단     | 116수 백 불계승   |      |
| 패자 준결승 | 1996년 | 3월 7일   | 서봉수 九단     | 조훈현 九단     | 194수 백 불계승   |      |
| 패자 결승   | 1996년 | 3월 14일  | 유창혁 七단     | 서봉수 九단     | 271수 백 2집반승  |      |
| 결승 1국    | 1996년 | 3월 28일  | 유창혁 七단     | 이창호 七단     | 266수 흑 6집반승  |      |
| 결승 2국    | 1996년 | 3월 28일  | 유창혁 七단     | 이창호 七단     | 285수 백 5집반승  |      |
| 결승 3국    | 1996년 |           |                 |                 |                   |      |

## TV 중계
- 녹화대국으로 KBS 2TV에서 방송되었다.  대국순으로 대국일정으로 이후 녹화방송으로 방송일의 방송시간이 변경되었다. 진행은 장수영 九단, 이후 류지인 아마4단, 노영하 七단 해설로 진행했다. 결승 2국(최종국) 끝난 후 시상식에는 4월 28일 시상은 정관영 주간(前 KBS 아트비전 사장)이 맡았다.

## 특이 사항
- 유창혁 七단 우승으로 TV속기전 천하 통일 달성
- 우승자 유창혁 七단, 준우승자 이창호 七단, 3위를 차지한 서봉수 九단이 중국 칭타오(靑島) 하이티엔(海天) 호텔에서 열리는 8회 TV 바둑 아시아 선수권대회에 출전권 획득